# Ockupationsstatuten

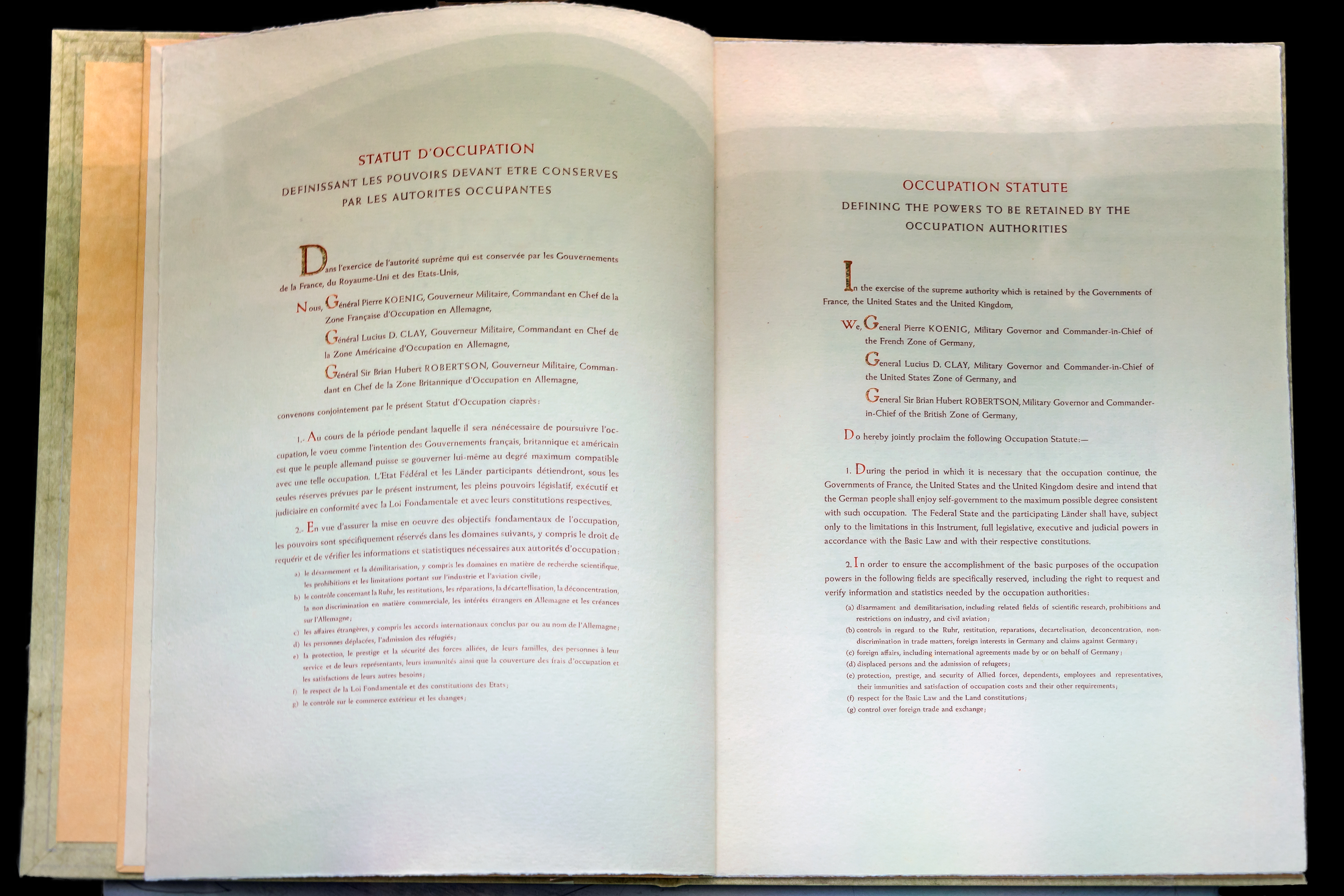
Ockupationsstatuten i original, utställd på Haus der Geschichte i Bonn.

Ockupationsstatuten (tyska: Besatzungsstatut ), eller ockupationsstadgan, ikraftträdd 21 september 1949, definierade relationen mellan den nybildade Förbundsrepubliken Tyskland (Västtyskland) och ockupationsmakterna USA, Storbritannien och Frankrike. Allierade höga kommissionen, även kallad Kontrollkommissionen, övertog nu rollen som ockupationsmakternas högsta myndighet i landet.
Ockupationsstatuten upphävdes när Parisfördragen trädde i kraft den 5 maj 1955.

## Bakgrund
Under ockupationen av Tyskland efter andra världskriget, ledde kalla krigets konflikt mellan västmakterna och östblocket till att två tyska stater bildades 1949; i Storbritanniens, USA:s och Frankrikes ockupationszoner bildades Västtyskland (Förbundsrepubliken Tyskland, BRD), och i Sovjetunionens ockupationszon bildades Östtyskland (Tyska demokratiska republiken, DDR).
Bildandet av Västtyskland i de västliga zonerna innebar inte att ockupationen där upphörde. Målet var en självständigt stat, men västmakterna ville försäkra sig om att utvecklingen i den nybildade staten gick stabilt i önskad riktning.

### Utrikesministerkonferensen 5–8 april 1949
Inför bildandet av Västtyskland möttes Storbritanniens, USA:s och Frankrikes utrikesministrar i Washington. Där beslutades: 
- att det ekonomiska samarbetet mellan den brittiska och den amerikanska zonen, Bizonen, skulle utökas med den franska ockupationszonen till Trizonen;
- att avsluta den militära ockupationsregeringen, så att överbefälhavaren i respektive zon endast skulle styra över den militära ockupationsstyrkan, och istället installera den nya, civila Allierade höga kommissionen som högsta kontrollmyndighet;
- att minska demonteringen av tysk industri och istället stimulera en ökad tysk industriproduktion;
- den slutliga formuleringen av ockupationsstatuten.

## Ockupationsstatuten

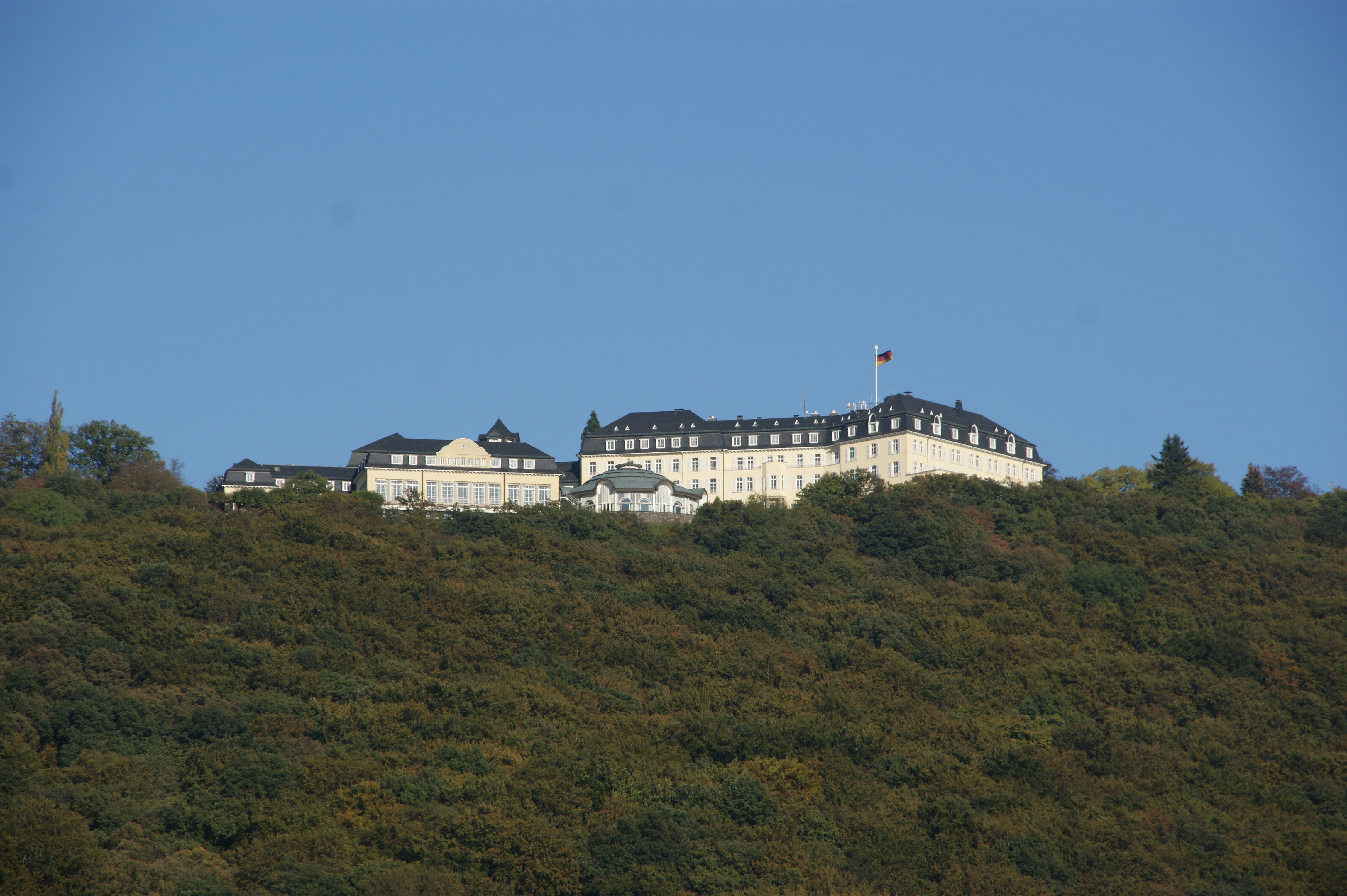
Allierade höga kommissionen hade till 1952 sit säte på Petersberg vid Bonn.

Ockupationsstatuten dateras 10 april 1949. Samma dag överlämnades denna, tillsammans med en kommuniké från utrikesministerkonferensen, till Parlamentariska Rådet, som då höll på att utarbeta den nya grundlagen. Två dagar senare offentliggjordes statuten.
Efter att ha fått tillräckligt stöd av förbundsländerna, antogs grundlagen den 23 maj 1949, vilket markerar Västtysklands födelse. Bildandet av statsorgan följde, med första förbundsdagsvalet den 14 augusti, förbundsdagens konstituerande den 7 september, val av förbundspresident den 12 september och förbundskansler den 15 september samt installerandet av Västtysklands första förbundsregering den 20 september.
Statuten trädde i kraft den 21 september 1949, i samband med en ceremoni där förbundskansler Konrad Adenauer formellt presenterade den nya förbundsregeringen för den Allierade höga kommissionen, som nu tog över de tre militärguvernörernas roll som högsta myndighet.
Med statuten förbehöll ockupationsmakterna sig befogenheter gällande bland annat: 
- demilitarisering, inklusive inskränkningar av därmed närliggande verksamheter;
- kontroll över Ruhrområdet, liksom vissa ekonomiska organisationsfrågor och utländska anspråk gällande Tyskland;
- utrikesfrågor, inklusive internationella avtal;
- frågor relaterade till närvaron av ockupationsmakternas militära styrkor;
- godkännande av lagar och lagändringar både på förbunds- och delstatsnivå;
- att, om det skulle visa sig nödvändigt, återta en del av eller den fulla makten, för att upprätthålla säkerheten eller den demokratiska ordningen i landet, eller för landets efterkommelse av en internationell förpliktelse.

### Revideringar

#### Petersbergsavtalet 1949
Efter diskussioner mellan den tyska förbundsregeringen och de allierades höga kommission, kom en första ändring av ockupationsstatuten till stånd redan efter två månader, med Petersbergsavtalet (Petersberger Abkommen) den 22 november 1949. Med detta fick Västtyskland bland annat möjlighet att delta i internationella organisationer och upprätta diplomatiska förbindelser med andra länder. Dessutom skulle det ske en betydande minskning av västmakternas demontering av landets industrianläggningar. I gengäld accepterade den västtyska regeringen den internationella kontrollen över Ruhrområdet.

#### Revideringen 1951
Inskrivet i statuten var att ockupationsmakterna skulle göra en omprövning av bestämmelserna efter 12–18 månader, med målet att kunna utvidga förbundsrepublikens behörigheter inom lagstiftning, förvaltning och rättsväsende. Så skedde i mars 1951.
Bland annat upphörde nu höga kommissionens kontroll av lagstiftningen, både på förbunds- och delstatsnivå; Västtyskland fick i praktiken eget ansvar för lagstiftningen. Republiken fick även tillstånd att inrätta ett utrikesdepartement. I gengäld accepterade förbundsrepubliken de tyska utrikesskulderna och samordnade sin råvarupolitik med västmakterna.

## Ockupationsstyrets upphävande

### Parisfördragen
Ockupationsstatuten upphörde med Tysklandsfördraget (Deutschlandvertrag) och dess tilläggsfördrag, tillsammans ikraftträdda som Parisfördragen (Pariser Verträge) den 5 maj 1955. Därmed upphörde ockupationsstyret och Allierade höga kommissionen avvecklades. Storbritanniens, USA:s och Frankrikes fortsatta relationer med Västtyskland skulle i fortsättningen skötas via deras ambassadörer, och västmakternas stadskommendanter i Berlin underställdes dessa.
Västtyskland fick nu en hög grad av suveränitet. Landet blev medlem i de västliga försvarssamarbetena Västeuropeiska unionen (VEU) och Nato, vilket var en förutsättning för att få bilda en egen försvarsmakt, Bundeswehr. Självständigheten var dock inte fullständig. Storbritannien, USA och Frankrike förbehöll sig rätten att i nödfall återta all makt och kunde därför fortsätta stationera egna trupper i landet, inklusive Berlin.
Tysklandsfördraget var tänkt som ett övergångsfördrag tills ett slutligt fredsfördrag kunde slutas. Till dess förklarade de tre västmakterna sig fortfarande ha ett ansvar för Berlin och för Tyskland som helhet, där det ingick att verka för en tysk återförening och ett slutligt fredsfördrag eller motsvarande. Det innebar att Västberlin hade fortsatt status som ockuperat område.

### Två plus fyra-fördraget
Full suveränitet nåddes först med Två plus fyra-fördraget, som inför Tysklands återförening undertecknades den 12 september 1990 i Moskva. Efter nödvändiga åtaganden och ratificeringar, trädde avtalet i kraft den 15 mars 1991, och därmed hade de fyra segrarmakterna efter andra världskriget, Sovjetunionen, Storbritannien, USA och Frankrike, sagt upp sina kvarstående rättigheter i Tyskland.